# 이현웅 (배우)
이현웅(1977년 3월 26일 (1977년 음력 2월 7일) - )은 대한민국의 배우이다.

## 학력
- 청운대학교 방송연기학과 학사

## 출연작

### 영화
- 《히든》 (2022년) - 하우스기도 역
- 《효자》 (2022년) - 장씨 역
- 《범털 2: 쩐의 전쟁》 (2021년) - 왈왈이 역
- 《이 안에 외계인이 있다》 (2021년) - 민두환 역
- 《도굴》 (2020년) - 독사파 패거리 2 역
- 《구르는 수레바퀴》 (2020년) - 군밤장수 역
- 《범털》 (2020년) - 왈왈이 역
- 《소녀의 세계》 (2018년) - 문구점 사장 역
- 《흥부》 (2018년) - 김현웅 역
- 《지워야 산다》 (2017년) - 사채업자 2 역
- 《내게 남은 사랑을》 (2017년) - 부장 1 역
- 《대립군》 (2017년) - 무관 2 역
- 《특별시민》 (2017년) - 칼국수집 사장 역
- 《오늘영화》 (2015년) - 주호 역
- 《연애의 맛》 (2015년) - 맞선교수 역
- 《기화》 (2015년) - 총무 역
- 《신촌좀비만화》 (2014년) - 비루 역
- 《원칙의 문제》 (2008년) - 도식 역
- 《스카우트》 (2007년) - 환자 1 역
- 《매혈》 (2006년)
- 《마수로: 오렌지당에 닭은 울지 않는다》 (2005년)

### 드라마
- 《편의점 샛별이》 (SBS, 2020년) - 판촉 아재 역 (특별출연)
- 《싸이코패스 다이어리》(tvN, 2019년) - 오명달 역
- 《열혈사제》 (SBS, 2019년)
- 《왜그래 풍상씨》 (KBS2, 2019년) - 마초남 역
- 《동네변호사 조들호 2: 죄와 벌》 (KBS2, 2019년)
- 《리턴》 (SBS, 2018년)
- 《조작》 (SBS, 2017년)
- 《크리미널 마인드》 (tvN, 2017년)
- 《태양의 도시》 (MBC 드라마넷, 2015년)
- 《화정》 (MBC, 2015년)
- 《마의》 (MBC, 2012년)
- 《사랑을 믿어요》 (KBS2, 2011년)
- 《인생은 아름다워》 (SBS, 2010년)
- 《천국의 계단》 (SBS, 2003년)

### 뮤지컬
- 《난타》

### 연극
- 《셜록》
- 《룸넘버13》

### 광고
- 맥콜
- 엘지유스푼 바이럴
- 땅땅 치킨
- 베가 시크릿 노트
- 웰메이드
- 하나 SK카드
- 헛개수
- H2야구게임
- LG유플러스